# 2010년 북대서양 허리케인
2010년 북대서양 허리케인은 북대서양에서 2010년에 발생한 허리케인들의 활동에 대해 기록한 문서이다.
북대서양 허리케인은 주로 6월 1일부터 11월 30일 사이에 발생한다. 2010년 6월 25일 제1호 허리케인 알렉스를 시작으로, 2010년 동안 21개의 열대저기압, 19개의 열대폭풍, 12개의 허리케인, 5개의 메이저 허리케인이 발생하였다.

## 통계

### 월별 태풍 발생 개수
| -                                      | 1월   | 2월   | 3월   | 4월     | 5월       | 6월       | 7월       | 8월       | 9월       | 10월      | 11월      | 12월      |
| -------------------------------------- | ----- | ----- | ----- | ------- | --------- | --------- | --------- | --------- | --------- | --------- | --------- | --------- |
| 2010년                                 | 0 (0) | 0 (0) | 0 (0) | 0 (0)   | 0 (0)     | 1 (1)     | 1 (2)     | 4 (6)     | 8 (14)    | 5 (19)    | 0 (19)    | 0 (19)    |
| 159년 평균 1851년~2009년               | 0 (0) | 0 (0) | 0 (0) | 0 (0.1) | 0.1 (0.2) | 0.5 (0.7) | 0.7 (1.4) | 2.2 (3.6) | 3.4 (7.0) | 2.0 (9.0) | 0.5 (9.5) | 0.1 (9.6) |
| - 괄호 안의 숫자는 누적 열대폭풍 수임. |       |       |       |         |           |           |           |           |           |           |           |           |

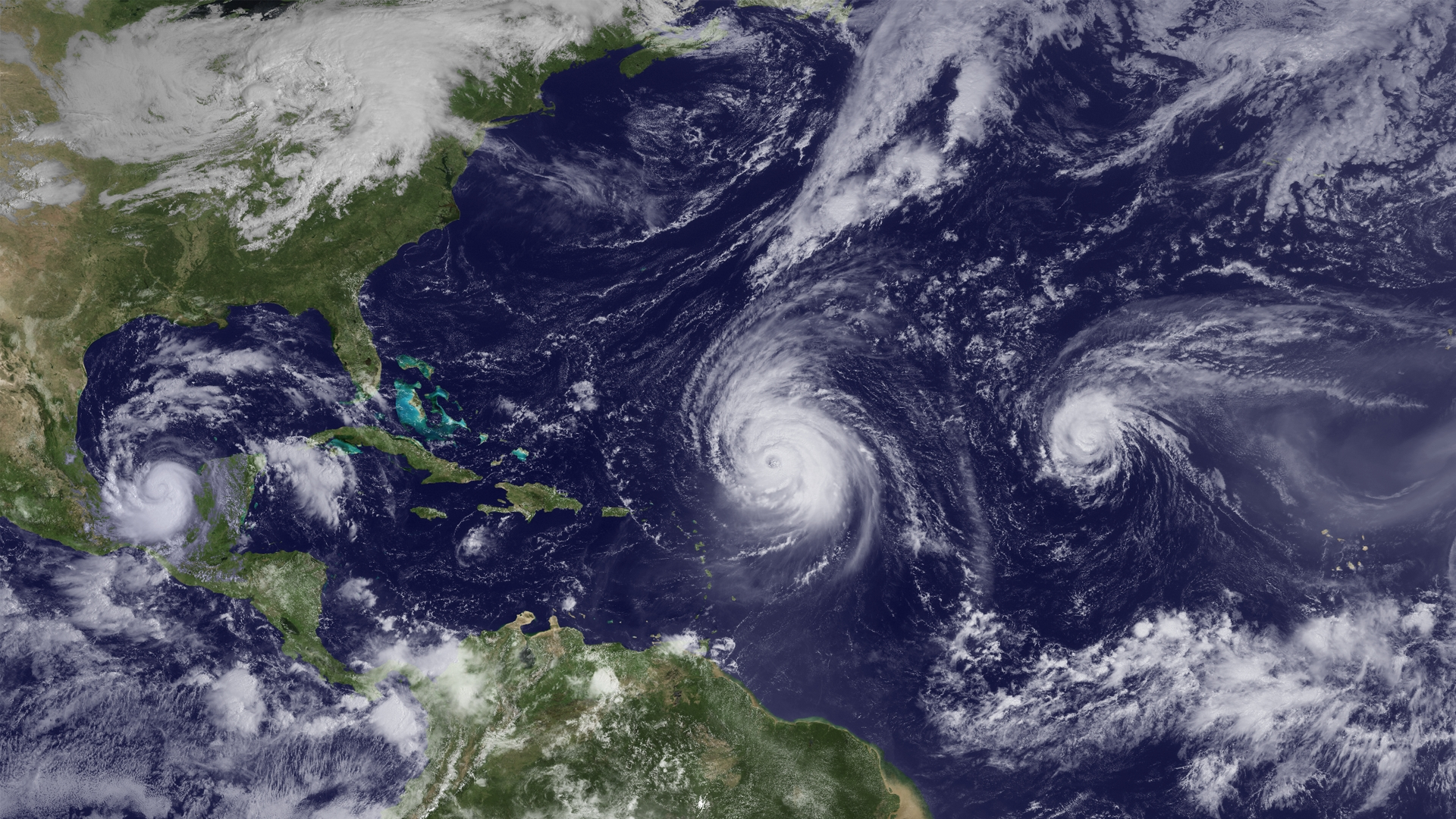
제13호 허리케인 칼(왼쪽),
제11호 허리케인 이고르(가운데),
제12호 허리케인 줄리아(오른쪽).
9월 16일 촬영.

- 159년 평균으로 1년 동안 열대폭풍 발생 개수가 9.6개인데 비해, 2010년에는 1년 동안 19개가 발생하여 매우 높은 수치를 기록하였다. 2009년 기록인 9개 보다 많은 수의 열대폭풍이 발생하였다.
- 159년 평균 기록에서는 3.4개로 9월에 열대폭풍 발생이 가장 잦다. 2010년에도 9월에 8개가 발생하여 열대폭풍 발생이 가장 많은 달이 되었다.

### 특징
2010년에는 열대폭풍 이상의 허리케인이 19개 발생하여 1887년, 1995년과 같이 사상 3번째로 가장 많이 발생한 해로 기록되었다. 또한, 허리케인이 12개나 발생하여 1887년과 1969년과 동일하게 사상 2번째로 가장 많이 발생한 해로 기록되기도 했다.
9월 15일에는 제11호 허리케인 이고르와 제12호 허리케인 줄리아가 동시에 4등급 허리케인으로 발달했으며, 1926년 이후 처음 있는 매우 드문 일이다. 그리고 8월 21일 제6호 열대저기압이 발생하여 9월 26일 허리케인 리사가 소멸했을 때까지 36일동안 하루도 빠짐없이 열대 저기압 활동기록이 있었다. 사상 가장 활동이 많았던 2005년과 동일한 기록이다. 그리고 9월에는 사상 최고기록인 8개의 열대폭풍이 발생하였다. 폭풍누적에너지(Accumulated Cyclone Energy, ACE)는 164으로 기록되었고 이 중 약 1/4은 허리케인 이고르가 차지하였다.

### 은퇴한 이름
2011년 3월 8일에서 12일 트리니다드 토바고에서 열린 제33차 세계 기상 기구 지역 협회 허리케인 위원회(33rd RA-IV Hurricane Committee)에 의해 허리케인 이고르와 토마스는 2010년 마지막으로 영구 제명되었다.

## 활동한 허리케인

### 제1호 허리케인 앨릭스
6월 12일, 열대 파동이 발생하여 동대서양에서 서진을 하였다. 6월 20일 처음으로 미국 국립 허리케인 센터의 주목을 받았고, 6월 24일 발달하기 시작하여 6월 25일 제1호 열대저기압이 발생하였고, 6월 26일에 열대폭풍으로 발달하였고, 이름 "앨릭스"(Alex)가 붙여졌다. 점차 발달하다가 시속 65 마일의 풍속으로 벨리즈에 상륙하였다. 6월 27일 앨릭스는 캄페체 만(Bay of Campeche)으로 나와 다시 발달하기 시작했고, 6월 29일 계속적인 기압의 하강으로 인해 허리케인으로 발달하였다. 참고로 허리케인 앨릭스는 1995년의 허리케인 앨리슨 이후 처음으로 6월에 발생한 허리케인이다. 그 이후에도 발달하여 6월 30일 미국 중부 시간 19시에 멕시코 타마울리파스주의 소토라마리나에 2등급 허리케인으로 상륙하였다. 상륙한 후 급격히 약화되었고, 7월 2일 소멸하였다. 7월 3일 현재 기록된 사망자는 니카라과, 엘살바도르에서 각각 6명, 과테말라에서 2명, 멕시코에서 10명이다.

### 제2호 열대저기압
7월 3일, 허리케인 앨릭스가 소멸한 다음날, 열대 파동이 카리브해 서부에서 서진하고 있었다. 그 다음 날, 점점 열대 저기압의 특성을 가지기 시작했고, 유카탄반도를 지났다. 반도를 지난 후 약간 약화되었으나, 주변 환경은 열대 저기압 발생에 알맞았다. 7월 7일, 다시 발달하기 시작했고, 7월 8일 미국 국립허리케인센터에서는 이 열대 파동을 열대저기압으로 지정했다. 이때 제2호 열대저기압은 타마울리파스주 라페스카에서 약 500km 동쪽에 위치하고 있었다.
발생했을 때, 제2호 열대저기압은 높은 수온과 낮은 윈드시어가 있는 곳에 위치해 있었다. 약 24시간 후에 멕시코 또는 미국 텍사스주에 상륙할 것으로 예상되어, 열대폭풍 경보가 내려졌으나, 열대저기압은 열대폭풍으로 발달하지 못한 채 텍사스주 사우스파드레 섬에 상륙하였고, 그 후 소멸하였다.

### 제3호 열대폭풍 보니
7월 초, 열대파동이 아프리카 해상에 진출하였다. 7월 17일, 소안틸레스 제도 북동쪽에 위치해 있을 무렵, 열대 저기압의 특성을 가지기 시작했다. 며칠동안 점점 발달하였고, 7월 22일 제3호 열대저기압이 발생하였다. 이날 오후 미국 국립 허리케인 센터에서는 제3호 열대저기압이 열대폭풍으로 발달하였음을 발표하였고, "보니"라는 이름을 붙였다. 바하마를 지났을 때에는 열대폭풍 보니는 약한 열대폭풍이었고, 이어서 미국 플로리다주에 상륙하였다. 원래는 허리케인으로 발달할 것으로 예상되었으나, 예상외로 7월 24일에 북멕시코만에 저기압으로 소멸하였다. 그 저기압은 루이지애나주와 미시시피주에 영향을 끼쳤다.
열대저기압으로 발생하기 전, 보니가 될 열대 파동은 푸에르토리코와 히스파니올라에 폭우를 내렸고, 홍수로 이어졌다. 푸에르토리코에서는 한 명이 사망하였다.

### 제4호 열대폭풍 콜린
7월 29일, 미국 국립 허리케인 센터에서는 카보베르데 서남서쪽에 위치한 저기압을 주시하기 시작하였다. 점점 발달하였고 8월 2일 제4호 열대저기압으로 지정되었다. 다음날, 열대폭풍으로 발달하였고 "콜린"이라는 이름이 붙여졌다. 급격히 서진하면서 크기가 작은 열대폭풍 콜린은 윈드시어가 강한 지역에 진입하였다. 8월 3일 저기압으로 약화되어 소멸하였으나, 미국 국립 허리케인 센터에서는 재발생의 가능성이 있다고 예고했다.
거의 2일이 지난 8월 4일, 열대폭풍 콜린이었던 저기압은 다시 발달하였고 이미 열대폭풍과 맞먹는 풍속과 강한 비바람을 동반하고 있었으나 닫힌 저기압이 없었다. 8월 5일 그 저기압은 다시 열대폭풍으로 발달하였고, "콜린"이라는 이름을 유지했다. 버뮤다에 접근하던 중, 8월 8일에 열대저기압으로 약화되었고, 버뮤다 근처에서 소멸하였다.

### 제5호 열대저기압
제5호 열대저기압은 8월 9일에 발생한 약한 저기압으로부터 발생하였다. 8월 10일, 열대저기압으로 지정되었고, 열대폭풍으로 발달할 것이라고 예상하였다. 그러나 다음날 소멸했다. 이 열대저기압을 대비해 기름 유출 사고를 어느 정도 해결할 것이라는 예상을 한 BP에서는 잠시 기름 처리 작업을 중지했었다. 소멸하고 남은 저기압은 남진하였고 다시 멕시코만에 진입하였다. 재발생의 가능성이 높았으나, 그렇지 않고 다시 미국 루이지애나주에 상륙하여 8월 17일에 완전히 소멸하였다.

### 제6호 메이저 허리케인 대니엘
8월 19일, 한 저기압이 서부 아프리카 해상에 진출하였다. 그 저기압은 8월 21일 제6호 열대저기압으로 발생하였고, 2010년 첫 카보베르데형 열대저기압이 되었다. 8월 22일 열대폭풍으로 발달하였고 "대니엘"이라는 이름을 가지게 되었다. 다음날 2010년 두 번째 허리케인으로 발달하였고 2등급 허리케인으로 더욱 발달하였다. 8월 24일 윈드시어와 건조한 공기의 유입으로 인해 갑자기 1등급 허리케인으로 약화되었다. 잠시동안 열대폭풍으로 약화된 후 다시 1등급 허리케인으로 발달하였다. 몇 시간이 지나 2등급 허리케인으로 발달하였고 8월 26일 허리케인의 눈이 생겼다. 8월 27일에는 2010년 첫 메이저 허리케인으로 발달하였고, 잠시 후 4등급 허리케인으로 발달하였다. 그러나 그 이후 허리케인 대니엘은 서서히 약화되어 1등급 허리케인으로 약화되었다. 8월 31일 오전 온대저기압으로 변질하여 소멸하였고, 그 온대저기압은 그린랜드 육상에 있던 더 큰 온대저기압과 합쳐졌다.

### 제7호 메이저 허리케인 얼
8월 25일, 동대서양에서 서진하던 저기압이 열대저기압으로 발생하였다. 잠시 후에는 열대폭풍 "얼"로 발달하였다. 며칠동안 세력을 유지한 후, 발달하기 시작하여 8월 29일 2010년 3번째 허리케인으로 발달하였다. 그리고 더 급격히 발달한 허리케인 얼은 8월 30일 4등급 메이저 허리케인으로 발달하였다. 잠시 EWRC로 인해 잠시 3등급 허리케인으로 약화되었으나 다시 4등급으로 발달하였다. 진행방향을 북에서 북북동으로 바꾸면서 3등급으로, 머지않아 2등급 허리케인으로 약화되었다. 9월 2일 허리케인 얼은 노스캐롤라이나주 하테라스 곶(Cape Hatteras)를 스쳐지나갔다. 이때 예상했던 피해보다는 적었지만, 그래도 강한 비와 허리케인과 맞먹는 돌풍이 일어났다. 다음날, 1등급 허리케인으로 약화되었고, 동부 연안과 거의 평행한 방향으로 진행하였다. 9월 3일 열대폭풍으로 약화되었고, 북동부 연안에 상륙하지 않았다. 코드 곶(Cape Cod)과 같은 곳에서는 피해가 매우 적은 것으로 알려졌다. 열대폭풍으로 약화된 얼은 허리케인과 열대폭풍 사이의 강도로 캐나다 노바스코샤주에 두번, 프린스에드워드아일랜드주에 한번 상륙하였다. 그 이후 급격히 온대저기압으로 변질하여 9월 5일에 소멸하였다.
허리케인 얼은 주로 카리브해 주변섬에 1.5억달러 이상의 재산피해를 입혔고 리워드 제도에서 한 명, 노바스코샤주에서 한 명이 사망하였다.

### 제8호 열대폭풍 피오나
8월 넷째주에 허리케인 얼의 뒤를 이어 열대요란이 아프리카 해상에 진출하였다. 8월 30일까지 발달하는데 어려움을 겪었으나, 그이후 점차 열대폭풍 피오나로 발달하였다. 그러나 피오나의 북쪽에 위치한 허리케인 얼의 영향으로 인해 많이 발달하지 못하였다. 잠시동안 55노트(풍속 65마일)의 열대폭풍으로 발달하기도 했다. 9월 4일 버뮤다 남쪽에서 열대파동으로 약화되었고, 버뮤다에 1인치(25.4mm)의 비를 내렸다. 9월 6일 완전히 소멸하였다. 참고로 열대폭풍 피오나는 8월에 발생한 열대폭풍 콜린과 매우 유사한 경로를 가졌다.

### 제9호 열대폭풍 개스턴
8월 말, 열대요란이 아프리카 해상에 진출하였다. 열대 저기압의 발달에 적합한 조건을 가진 곳에 있음으로서 9월 1일 제9호 열대저기압으로 발달하였다. 잠시후 2010년 일곱번째 열대폭풍 "개스턴(Gaston)"으로 발달하였다. 북대서양 허리케인의 RSMC인 미국 국립 허리케인 센터에서는 개스턴이 허리케인으로 발달할 것으로 예상하였으나 9월 1일 이후 개스턴 주변에 발생한 건조한 공기가 9월 2일 열대폭풍 개스턴을 소멸시켰다.

### 제10호 열대폭풍 허민
이 시기에는 주로 카보베르데형 허리케인이 주로 발생하나, 열대폭풍 허민은 멕시코만에 위치한 열대요란으로부터 발생하였다. 이 열대요란은 동태평양의 제11호 열대저기압으로부터 남은 것이며, 점차 발달하여 9월 6일 새벽, 제10호 열대저기압으로 발생하였다. 그리고 9월 6일 오전, 열대폭풍 허민으로 발달하였다. 급격한 발달이 이후에 시작되었고 열대폭풍에 눈이 생겼다. 그러나 허리케인으로 발달하지 못하고 멕시코 타마울리파스주에 상륙하고 북진하면서 서서히 약화되었다. 9월 7일, 텍사스주 오스틴에서는 여러개의 토네이도 경보가 발령되었고 실제 두개의 토네이도가 발생하였다. 9월 9일, 열대저기압 허민은 북동진하면서 온대 저기압으로 변질하여 소멸하였다.
리오그란데밸리 지역에서는 부러진 나무로 인한 정전으로 인해 피해가 입혀졌고 또 한 여성이 해변가에서 이안류로 인해 바다에 휩쓸려 사망하는등의 피해도 발생했다.

### 제11호 메이저 허리케인 이고르
9월 6일, 열대요란이 서부아프리카 해상으로 진출하였다. 9월 8일 이 열대요란은 열대저기압으로 발달하였고 또 열대폭풍 "이고르(Igor)"로 발달하였다. 9월 9일 또다른 강한 저기압과의 영향으로 잠시 약화되었고, 거의 전진을 멈추었다. 9월 10일 다시 열대폭풍으로 발달하였고 급격히 발달하여 9월 11일 허리케인으로 발달하였다. 발달의 속도가 잠시 느려졌다가 다시 급격히 발달하였고, 9월 12일 4등급 메이저 허리케인으로 발달하였다. 9월 16일, 허리케인 이고르의 직경은 506마일이었다. 그 후 2등급 허리케인으로 약화되었고, 9월 19일 1등급 허리케인으로 약화되면서 직경 661마일로 매우 큰 허리케인이 되었다. 온대저기압으로 변질하기 직전 직경 863마일로 북대서양 최대 크기의 허리케인이라는 새로운 기록을 세우게 되었다. 9월 21일 열대폭풍으로 약화된 이고르는 캐나다의 뉴펀들랜드 주에 영향을 주어 엄청난 홍수를 일으켰다. 그 날 온대저기압으로 변질하였고, 9월 26일 더 큰 온대저기압과 합쳐졌으며, 이고르와 합쳐진 온대저기압은 그린란드, 그리고 결국 유럽에 영향을 끼쳤다.

### 제12호 메이저 허리케인 줄리아
제12호 열대저기압은 9월 12일 강한 열대 파동으로부터 발생하였다. 9월 13일 새벽에는 열대폭풍 "줄리아"로 발달하였다. 그날 카보베르데에 상륙하였고, 18시간 내에 1등급 허리케인으로 발달하였다. 9월 15일 급격히 발달하기 시작하였고 서경 31.8도에서 4등급 허리케인으로 발달하여 가장 동쪽의 4등급 허리케인으로 기록되었다. 그러나 4등급도 잠시, 허리케인의 눈은 약화되었고 그에 따라 3등급 허리케인으로 약화되었다. 9월 16일 점차 약화되기 시작했고 9월 18일에 열대폭풍으로 약화되었으며 9월 20일에 온대저기압으로 변질되었다. 줄리아로부터 남은 저기압은 남진, 그 후 서진하였고, 9월 28일 버뮤다에 접근하였으며, 미국 동부에 진입하기 전 9월 30일 매우 강한 고기압으로 인해 완전히 소멸하였다.

### 제13호 메이저 허리케인 칼
멕시코 동부 해안에서 저기압이 발달하였고 이내 열대저기압으로 격상되었다. 이후 다음날인 9월 15일에는 제13호 열대폭풍 칼(Karl)로 발생하였다. 열대폭풍 칼은 처음에 내륙을 관통하여 세력이 약화될 것으로 예상하였으나 멕시코만에서 급격히 발달하여 이내 중심기압 957hPa, 최대풍속 105kt(50m/s)이 되면서 3등급의 메이저 허리케인으로 발달되었다. 그러나 서서히 멕시코 동쪽 내륙으로 진입하면서 9월 18일에는 멕시코 상륙후 급격히 약화되어 열대폭풍(TS)으로 약화되었고 이내 열대저기압(TD)으로 약화되어 소멸하였다.

### 제14호 허리케인 리사
9월 20일, 카보베르데 서쪽에 위치한 저기압이 제14호 열대저기압으로 발생하였다. 6시간 후 열두 번째 열대폭풍 "리사(Lisa)"로 발달하였다. 북서진할 것으로 예상되었던 리사는 카보베르데를 향해 동진하였다. 9월 24일 작은 1등급 허리케인으로 급격히 발달하면서 예상대로 북서진을 하기 시작했다. 북서쪽에서 북쪽으로 방향을 틀면서 약화되기 시작하였고 9월 26일에 저기압으로 약화되어 소멸하였다. 리사로부터 남은 저기압은 아소르스 제도에 영향을 준 후 계속 북진하여 저기압의 북쪽에 위치한 온대저기압과 합쳐졌고, 이 온대저기압은 영국에 영향을 주었다.

### 제15호 열대폭풍 매슈
9월 15일 소안틸레스 제도 동쪽에서 저기압이 발생하였다. 9월 23일 이 저기압은 제15호 열대저기압으로 급격히 발달하였다. 그날 열대폭풍 "매슈(Matthew)"로 더욱 발달하였다. 그 당시에는 열대폭풍 매슈가 허리케인으로 발달할 것으로 예상되었으나, 예상보다 빠르게 9월 24일 온두라스-니카라과 국경, 그리고 벨리즈에 상륙하였다. 9월 26일 저기압으로 약화되었고, 9월 28일 유카탄반도 서쪽에서 완전히 소멸하였다.

### 제16호 열대폭풍 니콜
9월 25일, 열대폭풍 매슈와 관련된 열대 요란을 주시하기 시작하였다. 그 열대요란은 계절풍 저기압(?)으로 발달하였다. 점차 더 발달하고 9월 28일에는 열대저기압, 29일에는 열대폭풍 "니콜(Nicole)"으로 발달하였다. 새로운 온대저기압이 니콜의 북쪽에 위치하여 9월 30일 니콜이 이 온대저기압과 합쳐져 소멸하였다. 아직은 "온대저기압" 니콜로 알려진 이 조합은 북진하여 캐나다에 사망자가 발생하는 등 피해를 입혔다. 이 온대저기압은 10월 4일 북대서양에 다시 진출하였다.

### 제17호 허리케인 오토
9월 30일, 두개의 열대파동이 열대요란을 이루었다. 열대요란이 서북서진하면서 10월 5일 아열대 저기압의 특성을 가지기 시작했고, 10월 6일 제17호 아열대저기압으로 발달하였다. 잠시 후 아열대폭풍 오토(북대서양에서는 2001년부터 아열대폭풍에도 이름은 붙인다)로 발달하였다; 그러나 오토(Otto)는 10월 7일 강한 열대폭풍으로 변했다. 10월 8일 허리케인으로 발달하였다. 다음날 허리케인 오토는 약화되기 시작했고, 10월 10일 온대 저기압으로 변질하여 소멸하였다. 이 온대 저기압은 10월 16일 포르투갈 서쪽에서 완전히 소멸하였다.

### 제18호 허리케인 파울라
10월 5일 파나마의 북쪽에서 저기압을 동반한 열대파동이 발생하였다. 10월 9일 급격히 발달하였고 10월 11일에 열대폭풍 "파울라"가 발생하였다. 10월 12일 1등급 허리케인으로 발달하여 아홉번째 허리케인이 되었다. 허리케인 파울라는 계속 발달하였고 2등급 허리케인으로 발달하였다. 10월 13일에는 허리케인 파울라는 점차 약화되기 시작했고, 10월 14일 열대저기압으로 약화되어 15일 소멸하였다. 남은 저기압은 쿠바에 계속적인 영향을 주면서 10월 16일 완전히 소멸하였다.

### 제19호 허리케인 리처드
10월 13일, 베네수엘라에서 열대파동이 발생하였다. 점차 서진하면서 발달하였고, 10월 20일 제19호 열대저기압으로 발생하였다. 10월 21일 열대폭풍 리처드로 발달하였으며, 10월 24일 허리케인으로 발달하였다. 참고로 "리처드(Richard)"라는 이름이 부여되면서 50년 이후 세 번째로 "R"이름을 가지게 되었다. 벨리즈에 상륙하기 전, 허리케인의 눈을 볼 수 있었고, 벨리즈시티 남쪽에 상륙하였다. 점차 약화되었고, 10월 26일 저기압으로 약화되었고, 27일 완전히 소멸하였다.

### 제20호 허리케인 섀리
10월 29일, 북대서양 열대 해상에서 제20호 열대폭풍 섀리(Shary)가 버뮤다 남동쪽 565 km 부근 해상에서 발생했다. 10월 30일, 이 열대폭풍은 1등급 허리케인으로 발달하였다. 한편, NHC에서는 이 허리케인은 위성사진이 없었으면 관측되지 못했을 열대 저기압이라고 평가했다. 허리케인 섀리는 같은날 온대저기압으로 변질되었고, 다음날 다른 온대저기압과 합쳐져 소멸하였다.

### 제21호 허리케인 토마스
저기압을 동반한 열대파동이 10월 25일 아프리카 해상에 진출하였고, 열대 수렴대에 위치하게 되었다. 빠르게 서진하면서 점차 발달하였고, 미국 국립 허리케인 센터에서는 "열대 저기압 발생 전망 (Tropical Weather Outlook)"에 10월 27일 처음으로 이 열대파동을 언급하였다. 이때, 열대 파동은 소안틸레스 제도 동남동쪽으로 약 1200마일 (1940km)에 위치하고 있었다. 계속해서 발달하면서 Hurricane Hunters의 비행으로 열대폭풍의 존재를 확인하면서 10월 29일 바베이도스 남동쪽으로 약 200마일 (320km) 지점에서 열대폭풍 "토마스(Tomas)"에 대한 열대저기압 특보를 내리기 시작하였다. 급격히 발달하여 2등급 허리케인으로 발달하면서 2010년 열두 번째 허리케인이 되었고, 소안틸레스 제도를 지나 피해를 입혔다. 그 이후 남서쪽에서 부는 수평 바람 시어(wind shear)와 건조한 공기가 허리케인 토마스를 열대폭풍으로 약화시켰다. 계속해서 약화되었고 11월 2일 잠시 열대저기압으로 약화되었으나, 11월 3일 다시 열대폭풍으로 발달하였고, 11월 5일 허리케인으로 발달하면서 쿠바 남동부 해안과 아이티 서부 해안 사이로 진행하면서 특히 아이티에 피해를 입혔다. 11월 6일 현재 터크스 케이커스 제도에 영향을 준 후 대서양으로 진출하고 있다. 이제 아이티는 직접 영향권에서 벗어났으나, 열대폭풍으로 약화된 토마스로 인한 산사태 피해가 앞으로 계속 이어질 전망이다. 열대폭풍 토마스는 6일 오후 다시 허리케인으로 발달하였다. 하지만 11월 7일, 온대저기압으로 변질되었다.
11월 6일 현재 허리케인 토마스로 인해 총 24명이 사망하였다. 특히 세인트루시아에서는 14명이 사망하였고, 이 나라의 GDP의 약 19%인 1억 8500만 달러의 재산 피해를 입히기도 했다.

## 같이 보기
- 2010년 동태평양 허리케인
- 남대서양 열대저기압
- 2010년 태풍